# جان تیگین
جان تیگین (به نروژی: Jahn Teigen) (۲۷ سپتامبر ۱۹۴۹ – ۲۴ فوریهٔ ۲۰۲۰) خواننده، موسیقی‌دان، کمدین نروژی بود.
او نماینده نروژ در مسابقه آواز یوروویژن ۱۹۷۸ و مسابقه آواز یوروویژن ۱۹۸۳ بود .
او همچنین همراه با آنیتا اسکورگان در مسابقه آواز یوروویژن ۱۹۸۲ شرکت کرد.